# Decade of Aggression
Decade of Aggression — музичний альбом гурту Slayer. Виданий 1991 року лейблом American Recordings. Загальна тривалість композицій становить 100:06. Альбом відносять до напрямку треш-метал.

## Список пісень
CD 1
1. «Hell Awaits»
2. «The Antichrist»
3. «War Ensemble»
4. «South Of Heaven»
5. «Raining Blood»
6. «Altar Of Sacrifice»
7. «Jesus Saves»
8. «Dead Skin Mask»
9. «Seasons In The Abyss»
10. «Mandatory Suicide»
11. «Angel Of Death»

CD 2
1. «Hallowed Point»
2. «Blood Red»
3. «Die By The Sword»
4. «Black Magic»
5. «Captor Of Sin»
6. «Born Of Fire»
7. «Postmortem»
8. «Spirit In Black»
9. «Expandable Youth»
10. «Chemical Warfare»

## Чарти
| Чарт (1991)                                  | Найвища позиція |
| -------------------------------------------- | --------------- |
| Australian Albums (ARIA)                     | 83              |
| Австрія Austrian Albums (Ö3 Austria)         | 83              |
| Канада Canada Top Albums/CDs (RPM)           | 81              |
| Нідерланди Dutch Albums (MegaCharts)         | 79              |
| Німеччина German Albums (Offizielle Top 100) | 35              |
| Велика Британія UK Albums (OCC)              | 29              |
| США Billboard 200                            | 55              |